# Sharon Zeevi
Sharon Zeevi (in ebraico שרון זאבי‎?; Ramat Gan, 13 luglio 1978) è un'ex cestista israeliana.

## Carriera
Con Israele ha disputato i Campionati europei del 2003.